# Asturià (Epipaleolític)
L'Asturià és una continuació evolucionada del Mesolític en la seva fase de l'Epipaleolític, que conserva un caràcter arcaïtzant. Es va desenvolupar després del 5000 aC. Les troballes situen la seva zona d'influència a Astúries, regió Cantàbrica, País Basc, i Aquitània, però amb extensions assimilables a la província de Girona, i probablement també al nord d'Aragó i Navarra on no va deixar rastres.
Va ser una cultura definida pel comte de Vega de Sella l'any 1923 arran de la descoberta i anàlisi del jaciment de Penicial. Iniciada per les poblacions mesolítiques de la costa occidental peninsular, de la Cornisa Cantàbrica i Aquitània, es va caracteritzar perquè la seva població vivia dels mol·luscs i cargols i practicaven la talla de pedra. Apareixen grans dipòsits de clotxes a l'entrada de les coves, entre els quals s'hi barregen pedres de quarsita tallades en punta amb una forma molt típica. Les petxines es feien servir per menjar però també amb finalitats decoratives (collars i penjolls) i per fer incisions al fang.
La cronologia d'aquesta cultura dins les fases de l'Holocè coincideixen amb l'azilià en la fase preboreal, es desenvolupa en la fase boreal i atlàntica i perviuen fins a la fase boreal dels primers temps del Neolític.
Pot datar-se per l'estratificació per damunt de les capes de l'Azilià i pels mol·luscs que coincideixen amb el clima, cap al 4500 aC i fins i tot en un primer moment es pensava que l'asturià era una cultura del Paleolític inferior perquè les eines trobades eren de tipus arcaïtzant. Va desaparèixer davant la difusió de les cultures megalítiques, després del 3000 aC. No es coneix molt bé el procés de canvi cultural, si bé és evident per les seves similituds, que el tipus de dolmen que s'estén per la zona de cultura Asturienca, deriva de l'existent al centre de Portugal (a la regió de Lisboa i cap al nord, Galícia i Astúries, fins a arribar al País Basc, Navarra, Aragó i Catalunya).

## Indústria
La indústria lítica la caracteritza el pic asturià fet de pedra amb restes de còrtex del nòdul i de gran mida que servia per arrencar de les roques marines les lapes (Patella sp.) Els altres estris de pedra semblen relacionats amb el treball de la fusta (denticulats i escotadures)
En materials orgànics són característics els hams.

## Art
No se n'han trobat mostres ni de rupestre ni art moble.

## Tipus de vida
Principalment vivien sota abric i coves prop del mar però també s'establien a l'interior. Hi ha acumulacions de closques de mol·lusc en els jaciments però també caçaven animals com cérvols, senglars, cabirols, bòvids i equins. Se suposa que també recol·lectaven vegetals activitat afavorida per la dulcificació de les temperatures en l'Holocè que va incrementar i diversificarla superfície forestal.
A l'únic enterrament intacte, trobat al jaciment de Molino de Gasparín, junt al cadàver hi van posar un pic asturià.